# Primærrute 24
De Primærrute 24 is een hoofdweg in Denemarken. De weg loopt van Aabenraa via Ribe naar Esbjerg. De Primærrute 24 loopt door het zuiden van het schiereiland Jutland en is ongeveer 89 kilometer lang.
Bij Aabenraa kruist de weg de E45. Vlak voor Esbjerg eindigt de weg bij de aansluiting met de E20.